# Lukáš Krpálek
Lukáš Krpálek (Jihlava, 15 novembre 1990) è un judoka ceco.

## Palmarès
- Giochi olimpici

Rio de Janeiro 2016: oro nei -100 kg.
Tokyo 2020: oro nei +100 kg.
- Mondiali

Parigi 2011: bronzo nei 100 kg.
Rio de Janeiro 2013: bronzo nei 100 kg.
Čeljabinsk 2014: oro nei 100 kg.
Tokyo 2019: oro nei +100 kg.
Doha 2023: argento nei 100 kg.
- Europei

Budapest 2013: oro nei 100 kg.
Montpellier 2014: oro nei 100 kg.
Baku 2015: argento nei 100 kg.
Varsavia 2017: bronzo nei 100 kg.
Tel Aviv 2018: oro nei +100 kg.
Lisbona 2021: bronzo nei +100 kg.
Podgorica 2025: bronzo nei +100 kg.
- Giochi europei

Baku 2015: argento nei 100 kg.
- Universiade

Kazan' 2013: oro nei 100 kg e nell'open.